# Kamil Macioł
Kamil Macioł (ur. 26 marca 1979 w Szczecinie) – polski artysta fotograf. W latach 2012–2020 członek rzeczywisty i Artysta Fotoklubu Rzeczypospolitej Polskiej Stowarzyszenia Twórców (AFRP).

## Życiorys
Kamil Macioł jest absolwentem Liceum Ogólnokształcącego im. Krzysztofa Kamila Baczyńskiego w Szczecinie, absolwentem Pomaturalnego Studium Reklamy (1998–2000) oraz Wyższego Studium Fotografii AFA we Wrocławiu (rocznik 2004). Związany z pomorskim środowiskiem fotograficznym, mieszka i pracuje w Szczecinie – fotografuje od 1996 roku, miejsce szczególne w jego twórczości zajmuje fotografia portretowa oraz fotografia aktu. W 1999 roku zadebiutował pierwszą autorską wystawą fotograficzną Femme Fatale w galerii kawiarni artystycznej Piano w Szczecinie.  
W latach 2015–2017 studia na Akademia Sztuki w Szczecinie – kierunek Multimedia, Praca Licencjacka w pracowni Fotografii i strategii artystycznych dr. hab. Łukasza Skąpskiego. Następnie w latach 2017–2020 studia drugiego stopnia na Akademii Sztuki w Szczecinie, kierunek Grafika – specjalność Fotografia. Praca Magisterska obroniona w pracowni Fotografii i strategii artystycznych dr. hab. Łukasza Skąpskiego, aneks w pracowni prof. dr. hab. Zbigniewa Romańczuka. Od 2015 roku jest zatrudniony na Akademii Sztuki w Szczecinie na stanowisku wykładowcy w Katedrze Fotografii.

## Wybrane wystawy
- Femme Fatale – wystawa indywidualna, kawiarnia artystyczna Piano (Szczecin 1999)
- Portret eteryczny – wystawa indywidualna, kawiarnia na Kuńcu korytarza (Szczecin 2000)
- 4xPFK – wystawa zbiorowa, Galeria Domek Romański (Wrocław 2002)
- Portret męski – wystawa dyplomowa, Galeria Design (Wrocław 2004)
- Man's faces – wystawa indywidualna, Galeria Fotografii Fotart (Szczecin 2011)
- Miasteczko – wystawa indywidualna, Kaplica św. Jerzego (Banie 2012)
- Simplenudity – wystawa indywidualna, Galeria Odra Zoo (Szczecin 2013)
- Zmruż oczy – wystawa indywidualna, Klub Delta (Szczecin 2015)
- Opening in Izmir – wystawa zbiorowa, Turcja (Izmir 2018)
- Łukasz Skąpski Studio – wystawa zbiorowa, Galeria Re, Muzeum Sztuki Współczesnej w Krakowie MOCAK (Kraków 2018)
- Przedmiot i podmiot selfie – ZONA Sztuki Aktualnej (Szczecin 2019)
- Helsinki Photo Festival 2020 (Finlandia 2020)[11]
- Open Exhibition – Gallery Millepiani Rome (Włochy 2022)[12]

Źródło